# The German Times

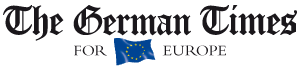
Ehemaliges Logo

The German Times (GT) war eine von 2007 bis 2020 in englischer Sprache erscheinende Monatszeitung für Europa aus dem Verlagshaus Times Media GmbH, die sich an Leser in den einstmals 28 Mitgliedsländern der Europäischen Union (EU) sowie in der Schweiz, in Norwegen und in der Türkei richtete. Seit 2009 gab es The German Times auch für ein paar Jahre in Teilen Russlands und in Australien. Inhaltsschwerpunkte waren Politik, Wirtschaft und Kultur. Die Auflage betrug Anfang der 2010er-Jahre nach Verlagsangaben 60.000 Exemplare im Monat. Die Zeitung wurde in Berlin redaktionell hergestellt und nahe Frankfurt in Mörfelden-Walldorf von Dogan Media im US-amerikanischen Broadsheet-Format gedruckt. The German Times war überwiegend anzeigenfinanziert und politisch unabhängig. Sie war das europäische Pendant zu The Atlantic Times, die im selben Verlag erschien. Die letzte Ausgabe der German Times erschien zum Tag der deutschen Einheit am 3. Oktober 2020.
Die erste Ausgabe der German Times kam am 17. Januar 2007 zum Auftakt der Deutschen EU-Ratspräsidentschaft 2007 heraus und wurde im Europäischen Parlament in Straßburg im Beisein der Bundeskanzlerin Angela Merkel, des Parlamentspräsidenten Hans-Gert Pöttering und des Vorsitzenden der Fraktion der Sozialdemokratischen Partei Europas, Martin Schulz, vorgestellt. Beim abendlichen Galakonzert zur Feier der deutschen EU-Ratspräsidentschaft wurde die German Times in Anwesenheit des britischen Europa-Ministers Geoff Hoon und des deutschen Botschafter in London, Wolfgang Ischinger, in der britischen Hauptstadt präsentiert.
Herausgeber der German Times war Theo Sommer, langjähriger Herausgeber der Hamburger Wochenzeitung Die Zeit. Chefredakteur war Peter Köpf. Rainer Bieling verantwortete die Sonderbeilagen.
Verlag, Herausgeber und Redaktion verfolgten das Ziel, die Vielfalt der Stimmen aus Deutschland in Europa zur Geltung zu bringen. Herausgeber Theo Sommer sagte bei der Präsentation in London: „Wir hielten die Zeit für gekommen, eine Plattform zu schaffen, um europäische Themen kontrovers zu diskutieren.“ The German Times führte den Untertitel For Europe und wollte laut Online-Selbstdarstellung „unser gemeinsames Europa“ voranbringen, um ihm „in den Herzen und in den Köpfen der Menschen immer mehr Akzeptanz zu verschaffen“.

## Adressaten

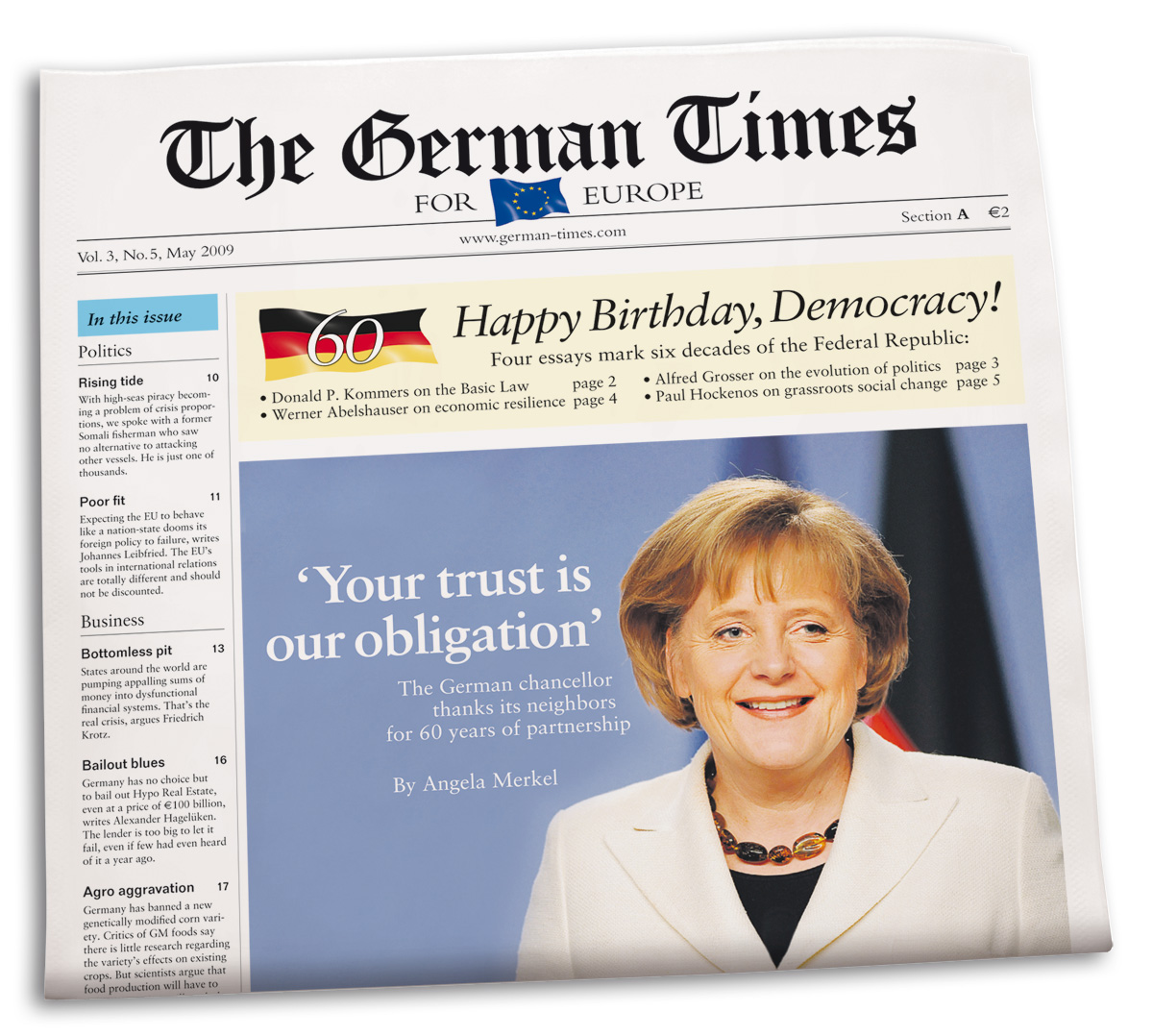
The German Times vom Mai 2009 mit Leitartikel von Bundeskanzlerin Angela Merkel zum 60. Geburtstag des Grundgesetzes.

Regelmäßige Empfänger der German Times waren nach Verlagsangaben die Parlamentsabgeordneten in den anfangs 28 Mitgliedstaaten der EU, in der Schweiz, in Norwegen, in der Türkei und auch in Russland, alle Abgeordneten des Europäischen Parlaments in Straßburg und die Mitglieder der EU-Kommission in Brüssel. Führungskräfte aus Wirtschaft, Politik, Forschung, Wissenschaft und Kultur in den genannten Ländern Europas erhielten The German Times im Direktversand. Auch das deutsche Bundeskanzleramt, alle Bundesministerien und die Abgeordneten von Bundestag und Bundesrat waren regelmäßige Empfänger der Zeitung.
The German Times war überdies in Lufthansa-Maschinen auf Flügen zwischen den europäischen Hauptstädten erhältlich, ebenso an Zeitungskiosken an Flughäfen und Bahnhöfen in größeren Städten Europas. Im Einzelverkauf kostete sie europaweit 2 Euro.